# Museu da Força Aérea de Israel

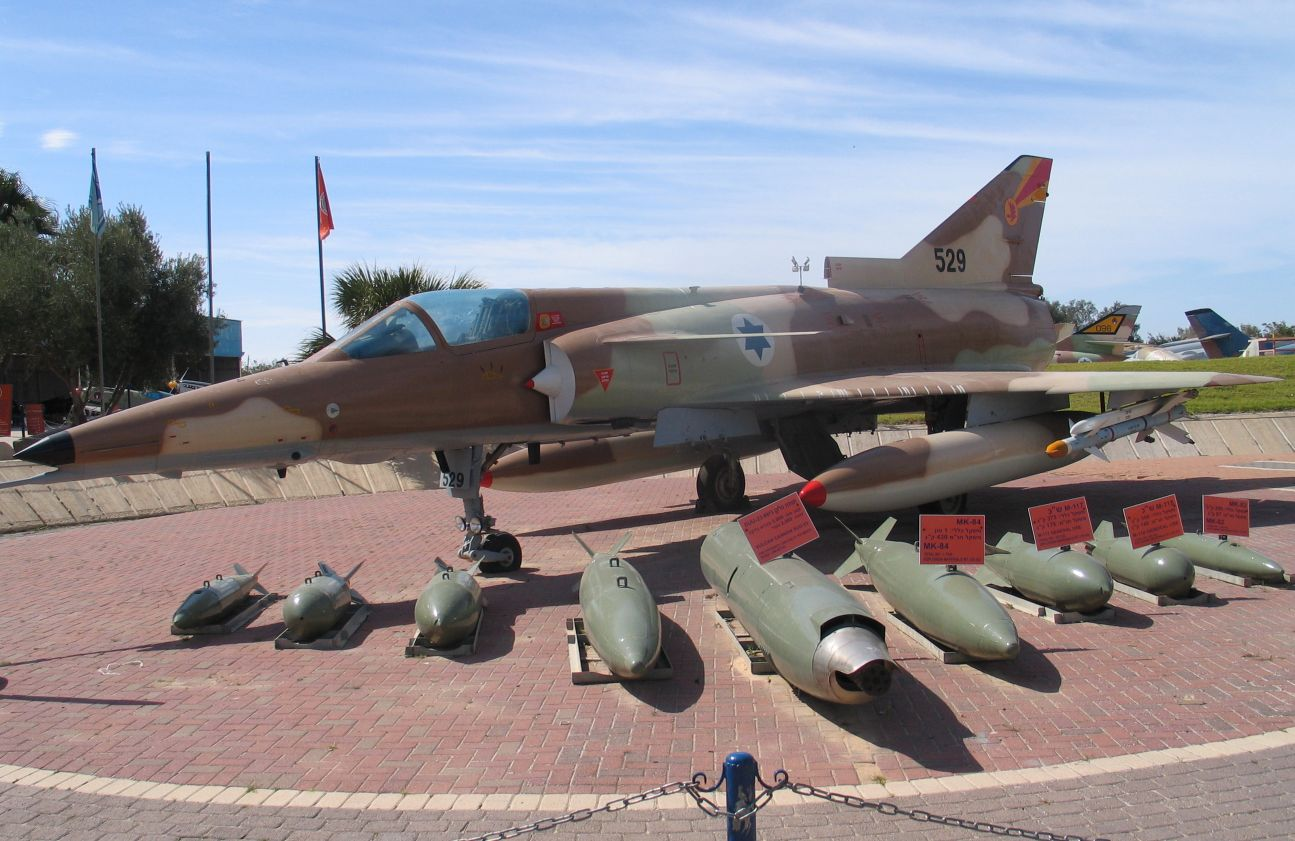

O Museu da Força Aérea de Israel é um museu militar dedicado à Força Aérea de Israel. Está localizado perto de Bersebá, no deserto de Negueve.